# Franco Pezzato
Franco Pezzato (Mira, 6 gennaio 1947) è un allenatore di calcio ed ex calciatore italiano.

## Carriera

### Giocatore

#### Inizi e debutto nel professionismo
Franco Pezzato inizia nelle giovanili del Mira dove gioca dall'età di tredici anni fino ai sedici anni. A quindici anni debutta in prima squadra in Promozione. A sedici anni segna tredici gol in venticinque partite. Passa poi nelle giovanili della SPAL, scoperto giovanissimo da Paolo Mazza, contribuisce attivamente alla conquista dello scudetto nel Campionato Primavera vinto dai biancoazzurri nel 1965. Il suo esordio in Serie B avviene il 2 maggio del 1965 nell'insolito ruolo di ala destra e coincide con il primo dei tantissimi goal che segnerà in biancoazzurro, nel caso specifico contro il Brescia.

La rosa della SPAL 1975-1976, Pezzato è il quarto accosciato da sinistra tra Salvatore Cascella e Lucio Fasolato.

Dopo le prime 3 gare con la SPAL Pezzato torna nelle formazioni minori e si riaffaccia nelle file della prima squadra solamente il 22 gennaio 1967 quando la SPAL, ora in Serie A, viene battuta in casa dal Venezia. Gioca un'altra partita di Serie A e poi dice addio a quella categoria e sembra destinato ad una carriera di secondo piano: prima all'Empoli, poi al Foggia quindi al Prato, il piccolo Pezzato (è alto 168 centimetri) pare ormai relegato a campionati di Serie C senza infamia e senza lode.

#### Salernitana, SPAL e Ternana
Nel 1972 la svolta; Pezzato gioca nella Salernitana, ha già disputato 7 partite in Serie C e segnato 2 reti, a lui torna ad interessarsi Paolo Mazza che vuole risollevare la blasonata SPAL che langue negli ultimi posti in classifica del girone B della Serie C. Mazza ha appena esonerato Eugenio Fantini e chiamato al suo posto il suo vecchio giocatore Mario Caciagli, gli affida a novembre una squadra rinnovata, con Faustino Goffi a fare da sponda e Pezzato a giocare di punta. Con Caciagli il venticinquenne Pezzato trova la sua forma migliore, in una SPAL con Roberto Marconcini in porta, Giulio Boldrini in difesa, Lucio Mongardi a centrocampo, il veneto esplode letteralmente, segnando 22 reti in 31 partite e vincendo la classifica dei cannonieri nonostante sia giunto a campionato in corso. I giornali nazionali parlano del miracolo SPAL, il pubblico accorre numerosissimo allo stadio e Pezzato entra nel cuore dei tifosi che lo chiamano Cina  per i suoi occhi a mandorla. Di Pezzato sorprende lo stile opportunistico ed i goal di rapina. Inoltre, a dispetto dell'altezza, segna molto anche di testa.

Franco Pezzato in azione con la maglia del Padova

Resta alla SPAL ulteriori 3 anni in Serie B, dove segna altri 29 goal per poi passare, nel 1976 alla Ternana in cambio del rientrante Donati a seguito di un'operazione di affrettato rinnovamento proprio nella fase in cui era divenuta perfetta la sua intesa con il centravanti Paina.
A Terni Pezzato segna 7 reti in Serie B facendo coppia con l'altro ex spallino Zanolla ma nel frattempo, nel 1977, la SPAL è di nuovo retrocessa in Serie C e la nuova dirigenza biancoazzurra richiama Caciagli che a sua volta pretende Pezzato oltre all'altro rossoverde Danilo Ferrari. È la terza volta di Pezzato a Ferrara ed anche stavolta non delude: 37 gare, 18 centri e torna a vincere la classifica dei marcatori. La SPAL è promossa e Pezzato è di nuovo in B con la sua squadra.

#### Padova e il ritiro
Nel 1979 Pezzato, ritenuto ormai al tramonto, viene ceduto al Padova in Serie C2 e subito si mette in luce per i suoi goal, soprattutto nel 1980 quando a Padova arriva Caciagli ed il Padova è promosso in Serie C1 e Pezzato segna a raffica.
Dopo 4 stagioni a Padova, con i veneti promossi in Serie B, Pezzato viene ceduto a novembre ancora alla SPAL, stavolta con Giovanni Galeone in panchina sempre in C1, ed a Ferrara, all'età di 37 anni, segna gli ultimi 6 goal della sua straordinaria carriera. Nella SPAL, nel corso di 241 incontri di campionato disputati, ha segnato 81 reti delle 166 realizzate complessivamente.

### Allenatore
Allenerà successivamente diverse formazioni giovanili, tra cui quelle di Padova e Südtirol. Avrà anche esperienze da allenatore in prima squadra con la Triestina e Südtirol.

## Dopo il ritiro
Ritiratosi definitivamente dal mondo del calcio, si dedicherà assieme alla moglie all'assistenza dei bambini rimasti orfani presso una struttura in Kenya attivandosi inoltre per raccogliere i necessari finanziamenti.
Pur non essendo stato l'ala sinistra più forte che abbia mai giocato nella SPAL, Pezzato è rimasto indiscutibilmente nel cuore dei tifosi biancoazzurri. Durante la cerimonia per il centenario della SPAL tenutasi a Ferrara il 26 settembre 2007 è stato premiato come miglior goleador spallino del dopoguerra.

## Palmarès

### Club

#### Competizioni giovanili
- Campionato Primavera: 1

SPAL: 1964-1965

#### Competizioni nazionali
- Campionato italiano Serie C: 2

SPAL: 1972-1973, 1977-1978
- Coppa Italia Semiprofessionisti: 1

Padova: 1979-1980
- Campionato italiano Serie C2: 1

Padova: 1980-1981